# Виборзький замок
Ви́борзький за́мок (рос. Выборгский замок, фін. Viipurin linna) — замок у Виборзі, одна з найдавніших пам'яток фортифікаційних споруд міста. Єдиний замок на теренах Росії.

## Історія

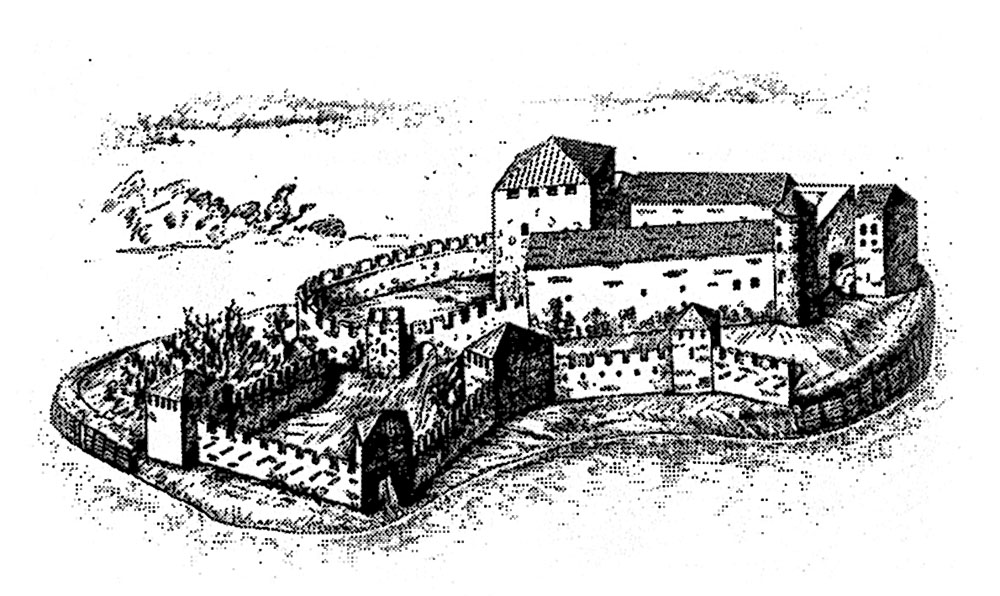
Замок у 15 ст.

### Вежадонжон
На острівці поблизу берега в 13 столітті була побудована вежа замку, що отримала назву на честь короля Норвегії і хрестителя Скандинавії Олафа Святого. За розмірами була найбільшою вежею в Скандинавії того часу.
У 1293 та 1322 роках замок штурмувало військо новгородців, але без успіху. В середині 15 століття намісник короля Карл Кнутссон Бунде витратив значні кошти на реконструкцію замку, вибудував палати, нові вежі тощо. На півострові навпроти замку виникло поселення, що стало згодом містом. За нового намісника місто теж обнесли фортечними стінами з десятком веж. Одна з веж на сучасній вулиці Скотопрогонній збереглася й донині.
У 1556 р. замок відвідав король Швеції Густав Ваза і це спонукало до перебудов застарілих укріплень. Так, у 1564 р. донжон надбудували до семи поверхів. Нижні його частини з гранітних брил, верхні — з цегли. В 2-й половині 17 ст. в північно-західній частині замкового двору побудували кам'яні казарми.

### Північна війна

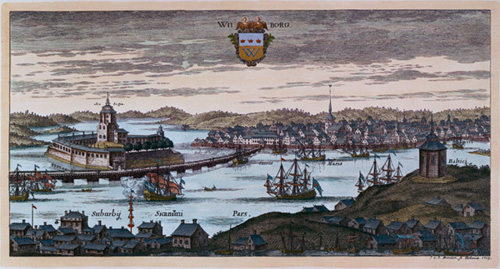
Фортечні споруди Виборга станом на 1709 рік. Ліворуч — замок

Під час Північної війни у 1706 р. Петро І зробив спробу підкорити замок, але не зумів. Нова спробу повторена у 1710 р. військами та флотом і місто було підкорене. За Ніштадською мирною угодою 1721 р. землі, місто й фортеця увійшли до складу Росії.

### Особливий стан краю
Місцевість зі змішаним фіно-шведським населенням була небезпечною через звичку жити по інших, ніж у суворій Московії, законах і повстання. Зберігаючи військовий контроль над територією, населенню, однак, дозволили жити за шведськими законами. Кріпацтво на мешканців округу не поширили. Зберігалось і лютеранство. Значно пізніше лютеранство в Російській імперії фактично урівняли в правах з православ'ям.
Місто привабило притік колоністів з російських провінцій. До 1742 р. з заходу будують нову лінію бастіонів, бо фортифікаційні якості замку знизились через нові засоби ведення війни. Це так званий Анненкрон — Аннінські фортечні укріплення, добре збережені до 2010 р.

### Нові війни
Нову спробу повернути місто і замок Швеція зробила влітку 1790 р. У морській баталії переміг російський флот. У російсько-шведській війні 1808—1809 рр. замок і місто вже не брали участі в боях, а використовувались як тилова база та порт. Більше того, по закінченню війни за Фрідріхсгамською мирною угодою Швеція втрачала Фінляндію, яку включили до складу Російської імперії у якості Великого князівства Фінляндського.
У 19 ст. замок використали як в'язницю для декабристів, головним чином нижніх чинів.
У 1861 р. частка старого міста на сході руйнується задля розбудови за новим планом. Але за проектом військового інженера Тотлебена на східному узвишші будують нові фортечні укріплення. Стіни укріплень Едуарда Тотлебена в напівзруйнованому стані існують в місті донині. (На теренах України фортечні споруди Е. Тотлебена збережені в містах Керч, Дубно та Севастополі. Його прах перепоховано в Севастополі).

### Фінський період 1917—1940рр.
Фінляндія здобула незалежність у ході двох революційних подій 1917 р. Виборг був місцем громадянської війни у Фінляндії впродовж 1917—1919 рр. Після її завершення Виборг розпочав 20-річний період спокою і промислового розвитку. Південний край Фінляндії привабив ботаніків (нове озеленення міста), істориків (ремонт у замку), архітекторів (будівництво нової художньої школи 1930 р., нової архівної будівлі 1933 р., нової бібліотеки Аалто 1935 р.). Офіційною мовою була фінська.

### Друга світова війна
Сталінський уряд розпочав війну з Фінляндією і мав великі матеріальні і людські збитки. За Московською мирною угодою Виборг з навколишніми землями увійшов до складу СРСР з 1944 р. Фінське населення було евакуйоване до Фінляндії.

### Радянський період 1944—1991рр.

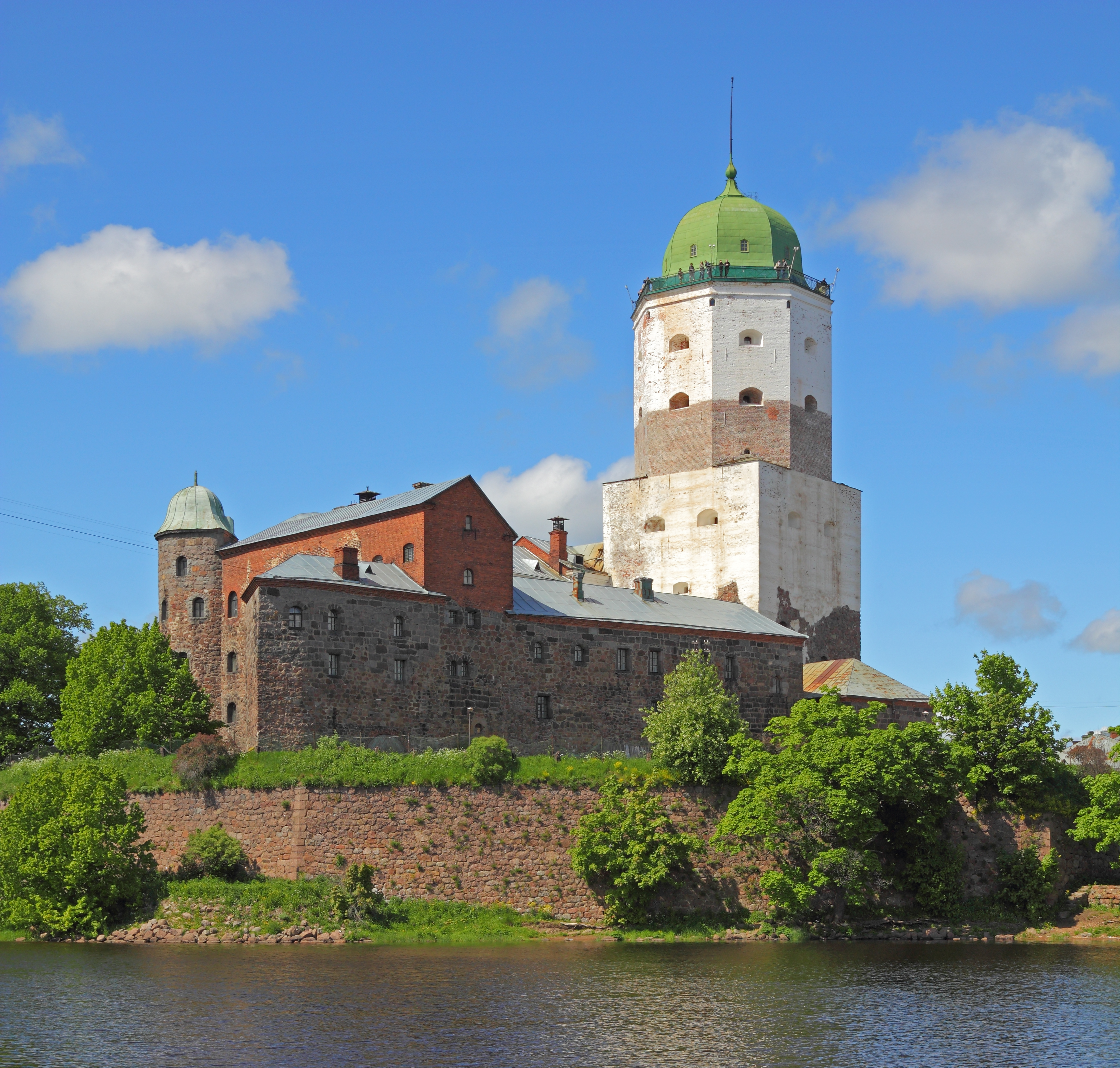

Незважаючи на військові дії в місті, значна частина архітектурних споруд випадково збереглася (замок, Аннінські і фортечні укріплення Тотлебена на Батарейній горі, церкви, окрім неоготичного храму, бібліотека Аалто, художня школа, житлова забудова міста, парк Монрепо і його павільйони тощо).
За постановою з Москви місто Виборг було віднесене до тих, відновлення яких підлягало у першу чергу. Перша черга відновлень завершена до 1948 р. Провели повальне перейменування вулиць та площ міста. Відновлені деякі підприємства і залізничний вузол. Розпочата повільна реставрація деяких історичних споруд. З 1960 р. відкрито краєзнавчий музей. Вежа донжон замку знов отримала втрачений бароковий дах.

### Музей підводної археології в замку
Будівля замку за часів СРСР була музеєфікована. Почали збирати фонди (кераміка, побутові речі тощо). Наявність митниці на кордоні з Фінляндією і конфіскація предметів історії та мистецтва, які незаконно вивозились, значно збагатила музейну збірку (ікони, нумізматика, гобелени, старі гравюри, букіністичні книги).
Із початком археологічного дослідження Балтійського моря музей у замку став також Музеєм підводної археології. У цій царині вже двадцять років (на 2008 рік) працює підводно-археологічна експедиція «Пам'ять Балтики». За цей термін експедиція віднайшла більш ніж 20 затонулих кораблів різних епох. Так, у 2007 р. під час дослідження залишків військового фрегату Швеції 18 століття «Земіра» було піднято з моря 14 чавунних гармат.